# Amphilochopsis hamatus
Amphilochopsis hamatus är en kräftdjursart som först beskrevs av Knud Hensch Stephensen 1925.  Amphilochopsis hamatus ingår i släktet Amphilochopsis och familjen Amphilochidae. Arten har ej påträffats i Sverige. Inga underarter finns listade i Catalogue of Life.